# Shota Kveliashvili
Shota Kveliashvili, född 1 januari 1938 i Tbilisi, död 25 april 2004 i Tbilisi, var en sovjetisk sportskytt.
Han blev olympisk silvermedaljör i gevär vid sommarspelen 1964 i Tokyo.